# Cinturó bíblic (Països Baixos)

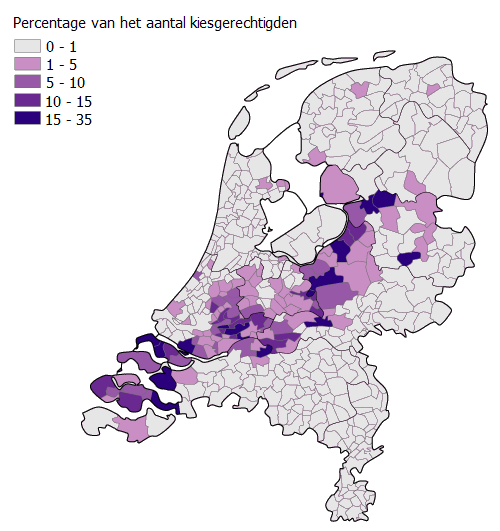
Municipis on el Partit Polític Reformat, la dreta cristiana neerlandesa, va rebre una quantitat significativa de vots el 2010.

El Cinturó bíblic (De Bijbelgordel en neerlandès) és una franja de terra als Països Baixos amb la concentració més alta de protestants conservadors del país. El seu nom s'inspira en el Bible Belt dels Estats Units.
El cinturó bíblic s'estén des de Zelanda per Betuwe i Veluwe cap a les parts del nord de la província d'Overijssel, encara que altres comunitats amb grans tendències conservadores protestants estan situades fora del cinturó. Per exemple, Urk, que molts consideren una de les comunitats més tradicionals del país, i també certs municipis de Frísia també tenen les característiques típiques del cinturó bíblic. Altres localitats de la zona són Yerseke, Tholen, Ouddorp, Opheusden, Kesteren, Katwijk, Barneveld, Nunspeet, Elspeet i Staphorst. Les tres ciutats més grans que es considera que formen part del cinturó bíblic són Ede, Veenendaal i Kampen.

## Història
Quan Flandes i Brabant del Nord foren reconquerides per l'exèrcit espanyol durant la Guerra dels Vuitanta Anys, els seus habitants protestants es veren forçats a convertir-se al catolicisme o abandonar el país. Molts emigraren al nord de la frontera, especialment durant la treva dels dotze anys, de 1609 a 1621, i bona part d'aquests, més tard, esdevengueren seguidors aferrissats del pietisme.
A partir del cisma de 1832, conegut com a Afscheiding (“secessió”), i el de 1886, Doleantie (“Sorrow”), dirigit per Abraham Kuyper, abandonaren el corrent predominant de l'Església reformada neerlandesa i fundaren el seu propi, unes congregacions més conservadores les més notables de les quals són les esglésies reformades cristianes, l'església reformada restaurada i les congregacions reformades (Gereformeerde Gemeenten), conegudes també com a zwarte-kousenkerken ('esglésies de calces negres').
El cinturó bíblic difereix en molts aspectes (entre ells, l'assistència als cultes o serveis diumenge, sovint dues vegades un mateix diumenge) de les províncies tradicionalment catòliques del Brabant del Nord i Limburg (on l'assistència mitjana a l'església en diumenge és d'entre un 2% i un 3% de la població) i de les parts del nord dels Països Baixos, tradicionalment protestants (dominades per l'Església protestant dels Països Baixos) i cada vegada més seculars, amb xifres d'assistència a l'església igual de baixes.

## Vida i tradició

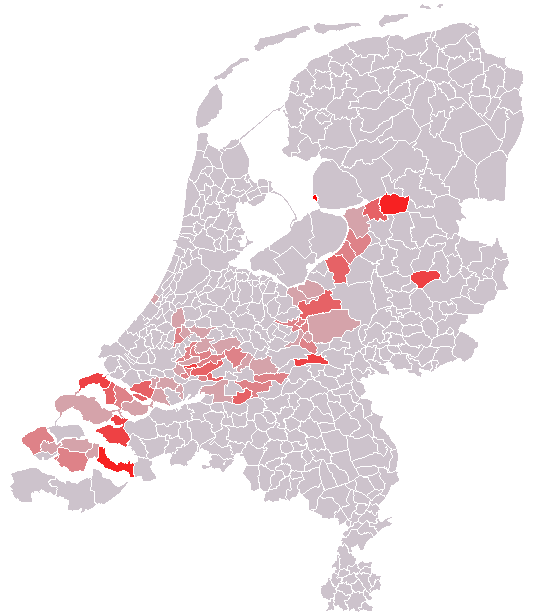
Cinturó bíblic

L'església té un paper central en la vida de les comunitats del cinturó bíblic: ben sovint s'oposen a les pràctiques liberals de la societat neerlandesa com ara l'eutanàsia, els drets dels homosexuals, l'avortament etc. A les comunitats del cinturó bíblic la vida pública té un fort to religiós, acompanyat d'un punt de vista conservador, una tendència a les famílies grans (la regió manté uns índexs de fertilitat alts), i un èmfasi en valors tradicionals. Una característica del cinturó bíblic que ha preocupat els neerlandesos aquests darrers anys (quan sorgiren preocupacions per una epidèmia de xarampió) és la desconfiança dels pares envers el programa estatal de vacunació.
El cinturó bíblic proporciona una base de suport pels partits democristians, especialment el dos partits cristians: l'SGP i el ChristenUnie.

## Més informació
- Hans Knippenberg, "Secularization in the Netherlands in its historical and geographical dimensions," GeoJournal (1998) 45#3 pp 209–220. En línia[Enllaç no actiu]
- Tomáš Sobotka i Feray Adigüzel, "Religiosity and spatial demographic differences in the Netherlands" (2002) en línia Arxivat 2012-11-15 a Wayback Machine.
- Documental 30 minuts "I tu, vacunes?", TV3 (2016). En línia Arxivat 2016-12-01 a Wayback Machine. A partir del minut 11, parla del problema del cinturó bíblic amb la vacunació.